# Clypeaster subdepressus
Clypeaster subdepressus is een zee-egel uit de familie Clypeasteridae.
De wetenschappelijke naam van de soort werd in 1825 gepubliceerd door John Edward Gray.